# 21627 Sillis
21627 Sillis è un asteroide della fascia principale. Scoperto nel 1999, presenta un'orbita caratterizzata da un semiasse maggiore pari a 2,5495323 UA e da un'eccentricità di 0,2026114, inclinata di 12,33231° rispetto all'eclittica.